# Metaumano
Metaumano è un termine utilizzato per descrivere i superumani nel mondo immaginario dell'universo DC. Grosso modo, è anche un sinonimo sia di mutante che di mutato (nell'Universo Marvel) e postumano negli Universi WildStorm e Ultimate Marvel. L'utilizzo di questo termine in riferimento ai supereroi fu coniato nel 1986 dall'autore George R. R. Martin, prima nella campagna di gioco di ruolo che masterizzava, e poi nella serie di romanzi Wild Cards, che ne è derivata.

## DC Comics:Invasion!Origini e definizione
Metaumano è un termine utilizzato dagli alieni immaginari noti come i Dominatori (nella miniserie della DC, Invasion!), ed è utilizzata per descrivere ogni essere umano provvisto di superpoteri. Il prefisso "meta-" significa semplicemente "oltre", cioè descrive persone e abilità che vanno oltre i limiti umani.

### Il Metagene
La serie fornì un concetto per cui gli umani nell'Universo DC sopravvivono ad eventi catastrofici e sviluppano i "superpoteri". Uno dei Dominatori scoprì che qualche umano possedeva una variante biologica che egli denominò meta-gene (anche pronunciato "metagene"). Questo gene solitamente rimane dormiente finché un momento di stress fisiologico lo attiva, e dopo l'attivazione utilizza la fonte del biostress come catalizzatore per il "cambio genetico", risultando nell'abilità metaumana finale. L'affermazione precedente è una parafrase della spiegazione fornita nei fumetti. Si deve anche notare che la DC non utilizza il "concetto di metagene" come una solida regola editoriale, e pochi scrittori si riferiscono esplicitamente al metagene quando spiegano l'origine di un personaggio.
La DC possiede anche dei personaggi che nascono con abilità super umane, suggerendo che il metagene si attiva spontaneamente e senza nessuna presenza precedente. Un esempio ben noto è quello di Dinah Laurel Lance, la seconda Black Canary. Anche se sua madre (Dinah Drake Lance, la Black Canaray originale) era una supereroina, né lei né suo marito Larry Lance nacquero con un potere metaumano. Tuttavia, Dinah Laurel nacque con il metagene, il famoso urlo ultrasonico conosciuto come il Pianto del Canarino.
Il prefisso meta-, in questo contesto, significa semplicemente "oltre" - come nella metastabilità, che si trova oltre la stabilità e pronta a collassare alla minima spaccatura, o la metamorfosi, che è lo stato di andare oltre una singola forma. Nella miniserie Invasione! della DC, i Dominatori puntualizzarono che l'ubicazione del meta-gene si trova da qualche parte vicino al cervello (naturalmente, ogni cellula del corpo potrebbe contenere questo gene).
Nell'Universo DC, i criminali metaumani vengono incarcerati in speciali prigioni per metaumani, come quella costruita sull'Isola di Alcatraz, che fu costruita non solo con la fornitura per trattenere i criminali i cui poteri sono basati sulla scienza e la tecnologia, ma anche contenitori mistici per trattenere i criminali (inclusi gli Homo Magi) i cui poteri si basano sulla magia. I prigionieri di questo istituto sono contrassegnati con traccianti nanobiti iniettati nel loro flusso sanguigno che permette di localizzarli ovunque si trovino.
È possibile per gli individui abili nella scienza e nella biologia, manipolare, smorzare o modificare le attività del metagene: mentre i Dominatori riuscirono a costruire una Gene Bomba in grado di accelerare l'attività del metagene al punto dell'instabilità fisica e cellulare. Durante la Crisi Finale, un virus anti-metagene venne diffuso come ultima arma definitiva nei quartieri invasi di Checkmate. Questo metavirus sviluppa gli effetti opposti della Gene Bomba, contenendo ed eliminando il metagene, letteralmente strappando ai metaumani i loro poteri per un lasso di tempo non specificato.

### Marziani Bianchi
Secondo la storia di Justice League of America n. 4 di Grant Morrison, e le storie in Martian Manhunter n. 25 e n. 27, e Son of Vulcan n. 5, il potenziale genetico per un metagene futuro fu scoperto in un antico DNA umano dalla razza dei Marziani Bianchi. I Marziani Bianchi eseguirono degli esperimenti su questi umani primitivi, alterandone il metagene.
A causa dei loro esperimenti, alterarono di fatto il destino della razza umana. Mentre prima dell'evoluzione resero gli umani molto più simili alla razza dei Daxamiti e dei Kryptoniani, ora solo un gruppo selezionato di pochi umani sarebbe stato capace di sviluppare i poteri metaumani. Come punizione per ciò, il gruppo di rinnegati noto come Hyperclan fu esiliato nella Zona di Contenimento, una versione marziana della Zona Fantasma.

### Metavirus
I Marziani Bianchi crearono anche un metavirus, un metagene che poteva essere trasmesso da ospite ad ospite tramite il contatto fisico. Il metavirus fu responsabile del potenziamento del primo Figlio di Vulcano. Da lì in poi, i Figli di Vulcano passarono il metavirus in una linea mai interrotta, che giurò di perseguitare e uccidere i Marziani Bianchi.

### Popolazione
Il termine "meta" e "metaumano" non si riferisce solo ad umani nati con varianti biologiche. A Superman e Martian Manhunter (alieni) così come a Wonder Woman (una semi-dea) e ad Aquaman (un atlantideo) ci si riferì come "metaumani". Lo si può utilizzare verso chiunque possegga dei poteri extranormali, senza pensare alle origini, e includendo coloro che non nacquero con i poteri. Secondo Countdown to Infinite Crisis, ci sono più o meno 1,3 milioni di metaumani sulla Terra, 99,5% di cui sono considerati di "infimo livello" (come i bambini che possono piegare i cucchiai con la mente o vecchie signore che "continuano ad alterare il gioco del lotto" per vincere). Il restante 0,5% sono ciò che Checkmate e gli OMAC considerano una minaccia di livello alpha o beta. Per esempio, Superman e Wonder Woman furono categorizzati sotto il livello alpha, mentre Metamorpho fu considerato di livello beta.

### Exo-gene
La miniserie 52 introdusse un mutagene chiamato Exo-gene (a cui ci si riferì anche come all'Exogene). È un trattamento tossico di terapia genica creata dalla LexCorp per il Progetto Everyman, che si pone di creare abilità metaumane in metaumani non-compatibili. Comparve per la prima volta in 52 n. 4, mentre il primo annuncio del Progetto Evetryman avvenne in 52 n. 8. Il Progetto fu controverso, creando una valanga di eroi instabili e diede a Luthor un dispositivo di "spegnimento" per i loro poteri, che a sua volta creò incalcolabili morti a mezz'aria.

### Homo Magi
La DC suggerì anche che alcuni possedevano un'abilità innata per l'utilizzo della magia, e questi umani erano parte di una branca o cellula divisa di umani a cui ci si riferì come agli Homo Magi, che si fusero con gli umani normali. Con gli alieni e i mutanti dai poteri super umani, gli Homo Magi sono spesso anche classificati insieme ai Meta dal pubblico generale dell'Universo DC.

## Applicazione

### Marvel Comics
La parola "metaumano" è spesso attribuita all'Universo fumettistico DC, mentre agli esseri super umani Marvel ci si riferisce chiamandoli Mutanti o Mutati. Tuttavia, sia la DC che la Marvel Comics hanno fatto uso del termine "metaumano" e "mutante" nei loro universi. Il primo uso del termine 'metaumano' nell'Universo Marvel avvenne in New Mutants Annual n. 3, scritto da Chris Claremont, pubblicato nel 1987, in cui un ufficiale di sicurezza russo descrive il protagonista come un "terrorista metaumano".
Nella Marvel Comics, metaumano viene utilizzato come termine per descrivere un attributo di un personaggio che possiede un alto grado di resistenza super umana. Un personaggio che possiede un livello metaumano di invulnerabilità può sopportare virtualmente ferite da punture, temperature estreme, sia calde che fredde, e ferite corrosive senza riportare danni. I vari organi dei loro corpi: come pelle, ossa, muscoli, ecc., sono essenzialmente duri come il diamante. Come risultato, sono praticamente invulnerabili alle ferite convenzionali o alle armi (vedi Luke Cage e la Cosa). Questo sistema di classificazione non è comunemente utilizzato all'interno degli stessi fumetti, venendo principalmente limitati per materiali supplementari.

#### Ultimate Marvel
In Ultimate Fantastic Four n. 24, Reed Richards dichiarò la versione Ultimate di Namor "presumibilmente il metaumano più potente sulla Terra".

#### Amalgam Comics
In Amalgam Comics, una collaborazione tra Marvel e DC Comics, i metaumani furono combinati con i mutanti per formare i Metamutanti.

#### City of Heroes
Nel videogioco City of Heroes MMORPG, il Gruppo Malta simile agli Illuminati si riferì ai superesseri chiamandoli metaumani. Quando andavano in cerca di un personaggio, le operazioni paramilitari spesso venivano chiamate "MHI" o (dall'inglese Meta-Human Incursion) Incursioni Meta-Umane alla loro squadra.

#### GURPS
GURPS International Super Teams, il libro mondiale del 1991 per la "casa di campagna" per le regole GURPS Super, utilizza "metaumano" come il termine scientifico/accademico impiegato all'interno degli insediamenti per gli umani con superpoteri.

#### Shadowrun
Metaumano è anche utilizzato nell'Universo Shadowrun per descrivere gli elfi, i nani, e simili. Questi metaumani vengono descritti come una sottospecie di Homo sapiens che cominciarono a emergere dopo il ritorno della magia nel 2011 e genericamente furono i bersagli del razzismo attraverso il corso dell'esistenza. In termini di gioco, i personaggi metaumani possiededono abilità superiori a quelle dei normali umani, come una forza ed un'agilità altamente superiori, visione migliorata, ecc.

#### Static Shock
Nelle versioni animate dell'Universo DC, il termine metaumano viene utilizzato a volte, più comunemente viene utilizzato nella serie animata Static Shock. Static Shock è uno show in cui tutti i personaggi super potenti, che ottennero i poteri da un'enorme esplosione chimica successivamente denominata "Big Bang", sono soprannominati "Meta-Umani" o "Bang-Babies" e sono un sottogruppo dei Metaumani. Strani fatti e differenza si presentarono in questa versione con questi termini:
- Nonostante venga utilizzato regolarmente nell'Universo DC, il termine metaumano non fu comunemente utilizzato al tempo della pubblicazione dei primi 4 fumetti della Milestone Comics (Static fu il quarto).
- I Metaumani/Bang-Babies di Static Shock non possiedono il metagene, ma piuttosto un genoma mutato a causa dell'esplosione chimica. Questa mutazione spesso riflette attributi precedenti.
- "Metaumano" fu presentato per la prima volta nello show da Virgil Hawkins, personaggio principale di Static Show come alternativa al termine "mutante" perché sembrava "degradante".
- I Bang-Babies/Metaumani possono essere curati con un antidoto chimico, un fatto che li separa dai Metaumani dell'Universo Animato DC.
- L'espressione è raramente utilizzata nello show nonostante condivida la stessa continuità.
- Fu suggerito che i poteri dei Bang-Babies/Metaumani sono soggetti ad un continuo cambiamento a causa della natura instabile delle loro origini.

#### Wild Cards
"Metaumano" fu utilizzato per la prima volta nel 1986 da George R. R. Martin in una versione alternativa del sistema di gioco di ruolo di Superworld, e successivamente nella serie antologica Wild Cards come termine scientifico formale descrivente sia i poteri super umani che coloro che li posseggono, come visto nell'appendice nel Volume I.

#### Birds of Prey
Nella serie televisiva Birds of Prey, i metaumani comprendevano la supereoina Cacciatrice e Dinah Lance. Nuova Gotham aveva una fiorente attività metaumana sotterranea, più che altro composta di metaumani che tentavano di vivere le proprie vite, anche se il metaumnao auto-detestante, Claude Morton (Joe Flanigan), tentò di convincere la polizia che tutti i metaumani erano cattivi.

#### Smallville
Nella serie televisiva Smallville, i metaumani compaiono di continuo, ma la maggior parte di loro nella serie sono il risultato della loro esposizione alla kryptonite che, nell'universo di Smallville, aveva il potere di tramutare gli esseri umani in esseri potenziati, detti nella serie televisiva "mutanti da meteorite", spesso con effetti collaterali psicotici.
I metaumani le cui capacità straordinarie non derivano da esposizione alla kryptonite sono le versioni di Smallville di Aquaman e Flash (Bart Allen).

#### Arrowverse
Nelle serie televisive dell'
Arrowverse sono chiamati metaumani gli esseri con poteri sovrumani non legati alla magia. Molti di essi hanno ottenuto poteri dall'esplosione dell'acceleratore di particelle di Central City, dalla pietra filosofale di Alchemy o dalla tempesta di energia dalla Forza della velocità, sebbene non manchino eccezioni, come Jake Simmons/Deathbolt (che li ha ottenuti in modo misterioso) e Eliza Harmony/Trajectory (che li ha ottenuti grazie al siero Velocity).

#### Fallout 3
Nel videogioco Fallout 3, Fawkes rifiutò di riferirsi a sé stesso e ai suoi compagni come Super Mutanti, preferendo il termine "Metaumano".

#### Metahuman Press
Il finto sito super potenziato Metahuman Press utilizza il termine metaumano per riferirsi a tutti i personaggi con poteri extra-normali. Le origini delle abilità super umane variano da storia a storia, ma spesso coinvolgono l'attivazione del metagene o per attivazione accidentale o per mutazione regolare. Ad alcuni individui ci si riferisce chiamandoli semplicemente "Metas".